# Partido Demócrata (Kenia)
El Partido Demócrata (en inglés: Democratic Party) es un partido político conservador de Kenia, fundado por Mwai Kibaki y John Keen en 1991 tras el retorno del multipartidismo al país. En 2002, formó parte de la Coalición Nacional del Arcoíris, que llevó a su líder, Kibaki, a la Presidencia de la República tras obtener el 62% de los votos. Los demócratas obtuvieron 39 de los 125 escaños que la Coalición obtuvo en la Asamblea Nacional. Fue posteriormente miembro del Partido de la Unidad Nacional, que obtuvo la victoria en las controvertidas elecciones generales de 2007, en las cuales hubo denuncias por fraude electoral.